# Paroeme verrucifer
Paroeme verrucifer là một loài bọ cánh cứng trong họ Cerambycidae.